# Фінспонг (комуна)
Комуна Фінспонг (швед. Finspångs kommun) — адміністративно-територіальна одиниця місцевого самоврядування, що розташована в лені Естерйотланд у центральній Швеції. 
Фінспонг 94-а за величиною території комуна Швеції. Адміністративний центр комуни — місто Фінспонг.

## Населення
Населення становить 20 812 чоловік (станом на вересень 2012 року). 
| Кількість населення комуни Фінспонг за 1970-2010 роки | Кількість населення комуни Фінспонг за 1970-2010 роки | Кількість населення комуни Фінспонг за 1970-2010 роки | Кількість населення комуни Фінспонг за 1970-2010 роки | Кількість населення комуни Фінспонг за 1970-2010 роки |
| ----------------------------------------------------- | ----------------------------------------------------- | ----------------------------------------------------- | ----------------------------------------------------- | ----------------------------------------------------- |
| Рік                                                   |                                                       |                                                       | Населення                                             |                                                       |
| 1970                                                  | 1970                                                  |                                                       | 24 699                                                | 24 699                                                |
| 1975                                                  | 1975                                                  |                                                       | 24 799                                                | 24 799                                                |
| 1980                                                  | 1980                                                  |                                                       | 24 614                                                | 24 614                                                |
| 1985                                                  | 1985                                                  |                                                       | 23 703                                                | 23 703                                                |
| 1990                                                  | 1990                                                  |                                                       | 23 291                                                | 23 291                                                |
| 1995                                                  | 1995                                                  |                                                       | 22 996                                                | 22 996                                                |
| 2000                                                  | 2000                                                  |                                                       | 21 477                                                | 21 477                                                |
| 2005                                                  | 2005                                                  |                                                       | 20 888                                                | 20 888                                                |
| 2010                                                  | 2010                                                  |                                                       | 20 747                                                | 20 747                                                |
| Джерело: SCB                                          |                                                       |                                                       |                                                       |                                                       |

## Населені пункти
Комуні підпорядковано 11 міських поселень (tätort) та низка сільських, більші з яких:
- Фінспонг (Finspång)
- Реймире (Rejmyre)
- Луторп (Lotorp)
- Фалла (Falla)
- Геллестад (Hällestad)
- Бутбру (Butbro)
- Іґельфорс (Igelfors)
- Борґґорд (Borggård)

## Галерея

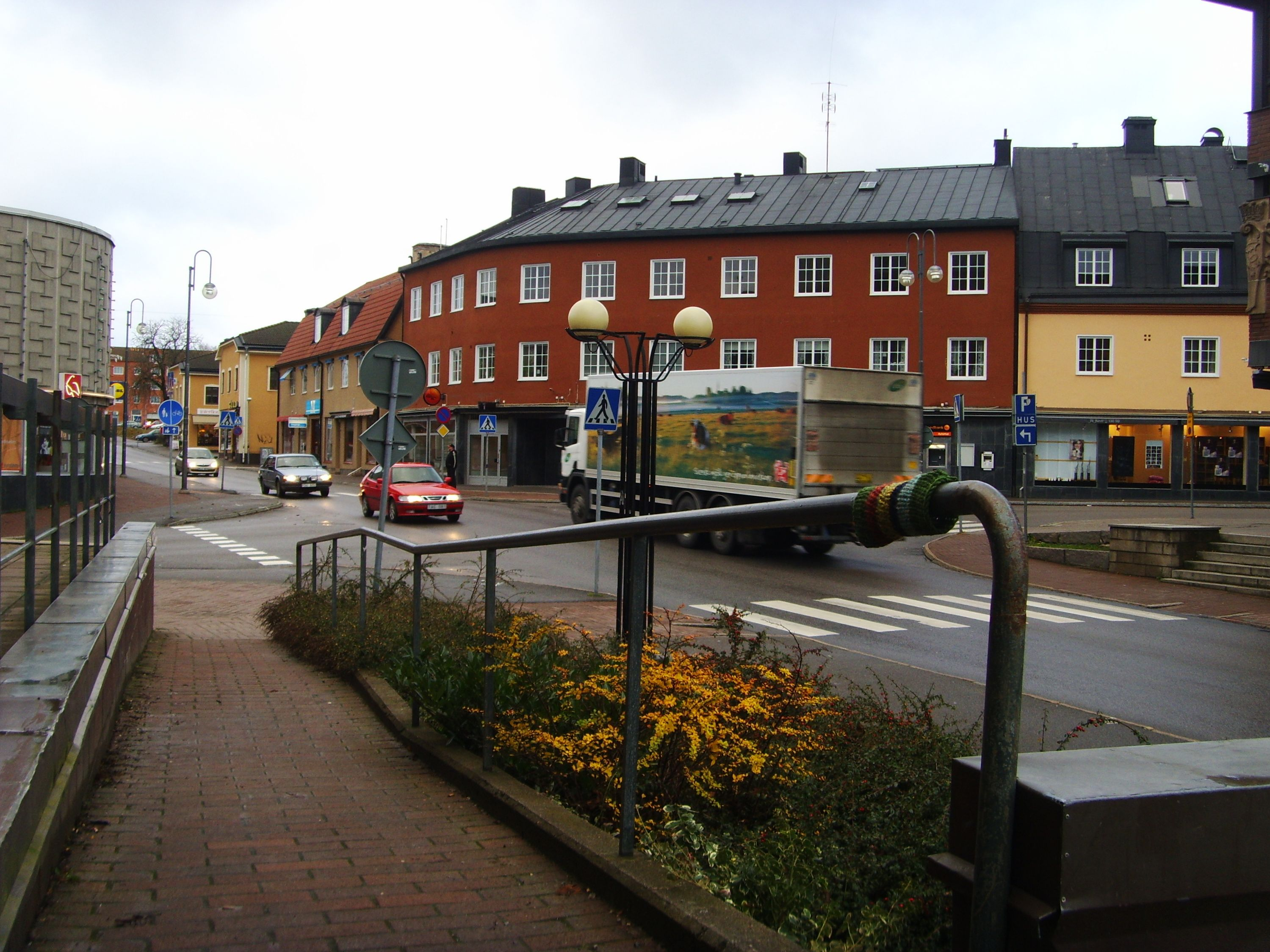
У центрі Фінспонга
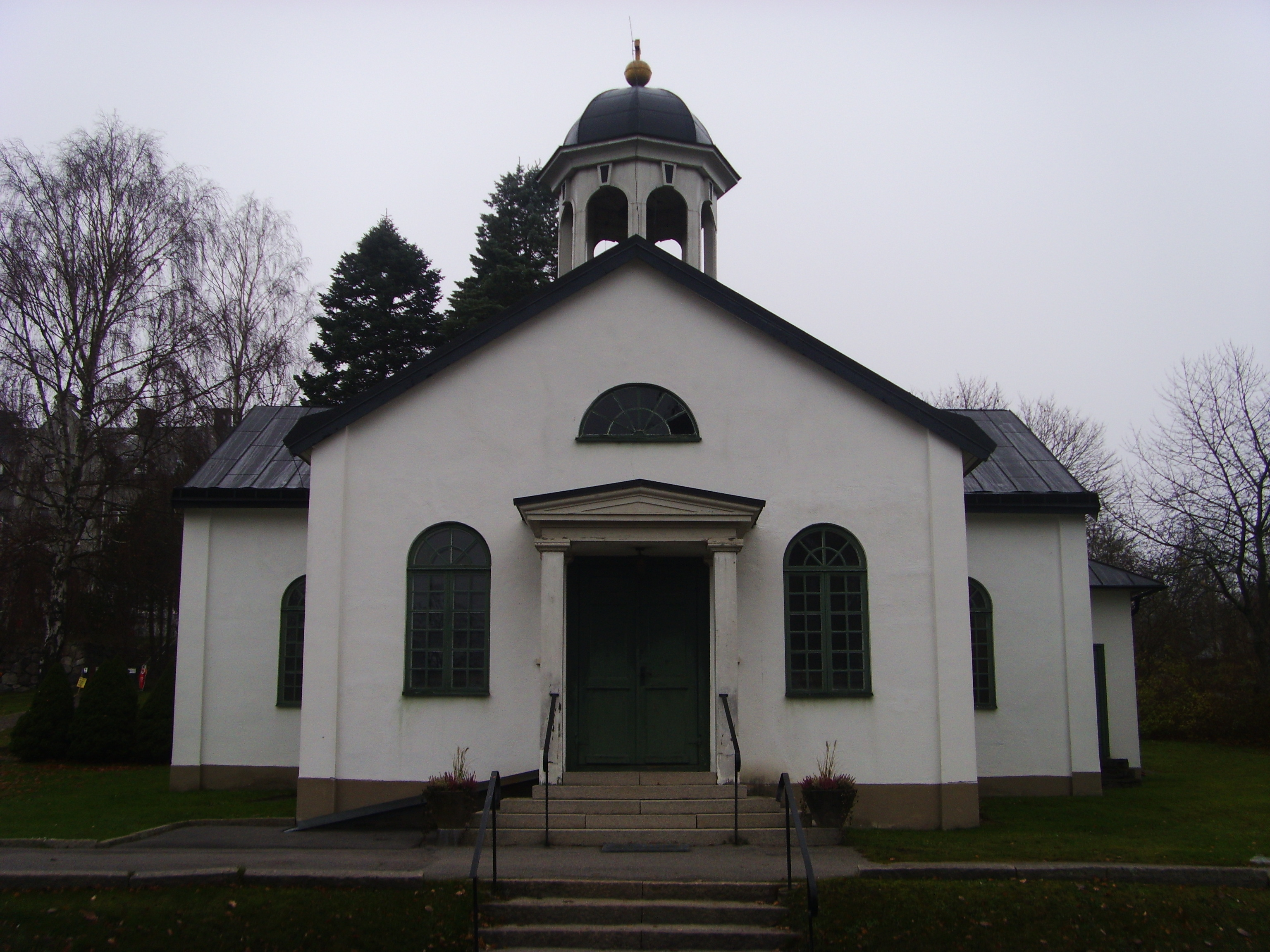
Церква (Реймире)
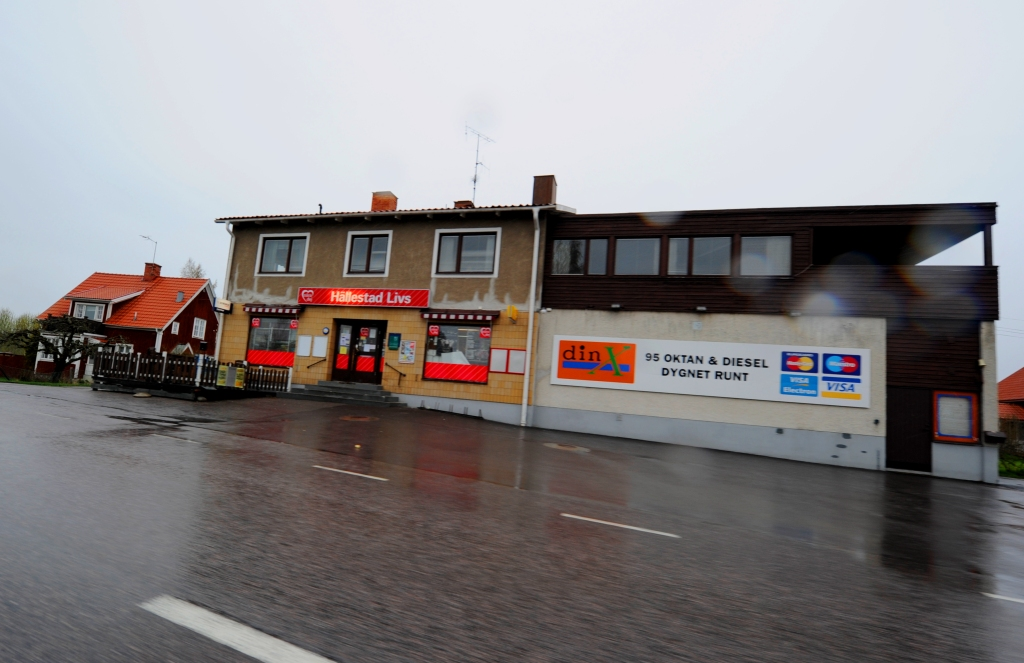
Містечко Геллестад
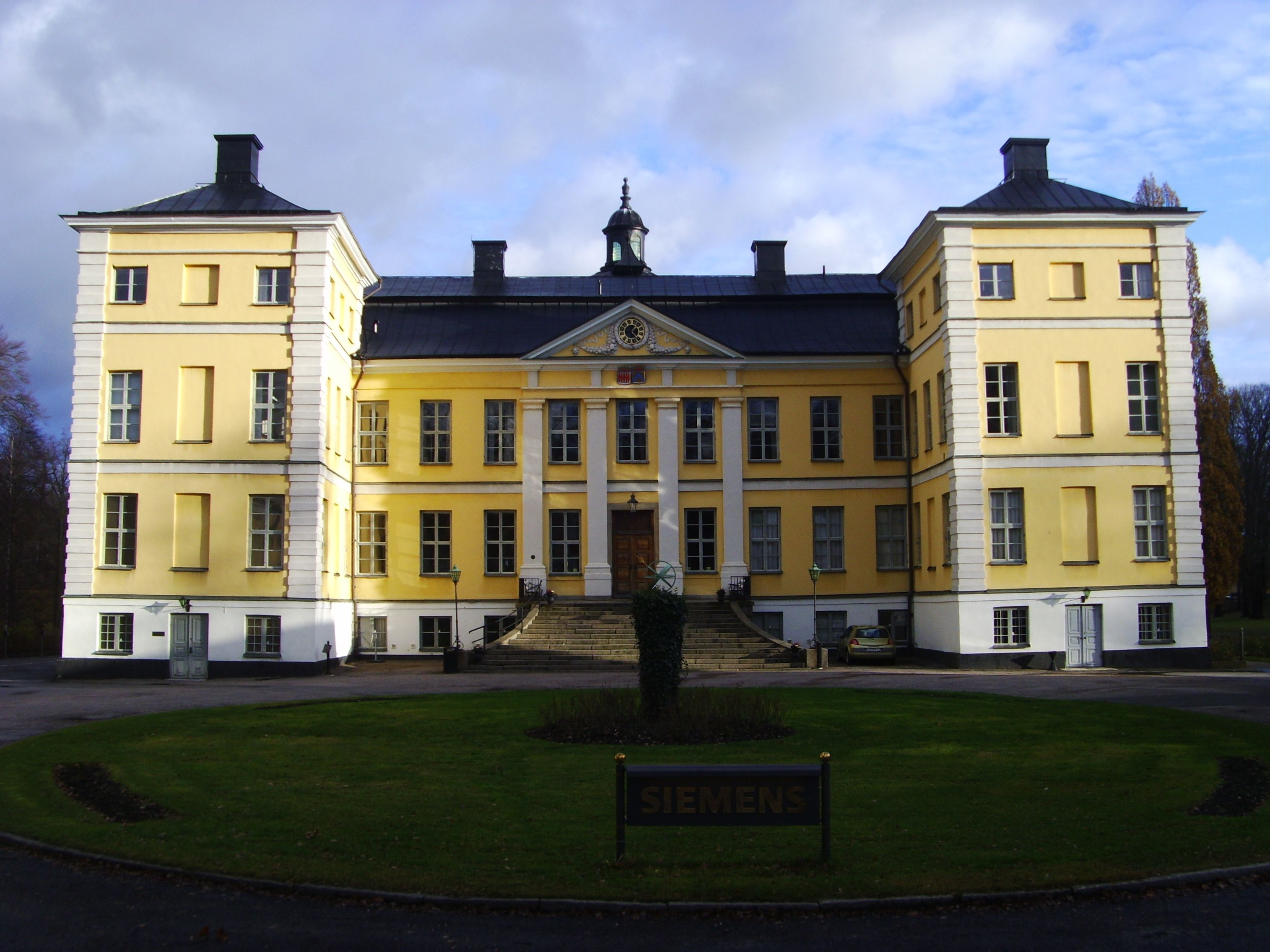
Замок Фінспонг

## Виноски
1. ↑  Andersson P. Sveriges kommunindelning 1863-1993 — Mjölby: Draking, 1993. — 132 с. — ISBN 978-91-87784-05-7
2. ↑  https://www.sverigesradio.se/artikel/6760623
3. ↑  https://www.altinget.se/artikel/tidigare-kso-blir-kommunalraad-igen-i-ny-kommun
4. ↑  https://www.folkbladet.se/kronika/finspang/artikel/denny-lawrot-skrev-historia/r08089qj
5. 1 2  https://www.folkbladet.se/kronika/artikel/det-har-hade-vi-talat-om-pa-joans-i-onsdags/9ly97yvr
6. ↑  https://www.lag-avtal.se/tidningen/politiker-straffad-for-dodsolycka/1473606
7. ↑  Folkmangd i riket, lan och kommuner (шв.) . Центральне бюро статистики Швеції. Архів оригіналу за 20 серпня 2013. Процитовано 16 лютого 2013.